# Diga di Santa Lucia
La diga di Santa Lucia è uno sbarramento artificiale situato nell'omonima località, in territorio di Villagrande Strisaili, provincia di Nuoro.

## Descrizione
L'opera, realizzata tra il 1978 e il 1985, è una diga muraria a gravità ordinaria che interrompendo il corso del rio Sa Teula dà origine al lago di Santa Lucia; comprese le fondamenta ha un'altezza di 34,50 metri e sviluppa un coronamento di 176 metri a 64,50 metri sul livello del mare.
Alla quota di massimo invaso, prevista a quota 62,00, il bacino generato dalla diga ha una superficie dello specchio liquido di circa 0,58 km² mentre il suo volume totale è calcolato in 5,10 milioni di m³. La superficie del bacino imbrifero direttamente sotteso risulta di 50,60 km².
L'impianto, di proprietà della Regione Sardegna, fa parte del sistema idrico multisettoriale regionale ed è gestito dall'Ente acque della Sardegna.